# Дане-при-Дівачі
Дане-при-Дівачі (словен. Dane pri Divači) — поселення в общині Дівача, Регіон Обално-крашка, Словенія. Висота над рівнем моря: 451,1 м.